# Suppletie (taalkunde)
Suppletie is in de taalkunde het verschijnsel dat binnen hetzelfde paradigma (meestal is dit een verbuiging of vervoeging) de verschillende vormen niet etymologisch verwant zijn.
Dit verschijnsel doet zich meestal alleen voor in een deel van het kernlexicon van een taal. Vaak betreft het in feite restanten van oudere paradigma's met dezelfde of aanverwante functies, die met de nieuwe paradigma's vermengd zijn.
Het meest kenmerkend aan suppletieve vormen is dat ze niet kunnen worden afgeleid met behulp van de gebruikelijke grammaticale regels. Dergelijke vormen worden daarom in officiële grammatica's "onregelmatig" genoemd. Dergelijke vormen leveren vooral problemen op bij het proces van taalverwerving en het leren van een vreemde taal.

## Voorbeelden
- In het Nederlands en de meeste andere Indo-Europese talen is het belangrijkste voorbeeld van suppletie de vervoeging van het werkwoord zijn, waarin de stammen van drie verschillende werkwoorden voorkomen. Er zijn nog steeds twee infinitieven: zijn en wezen. Een derde werkwoord heeft nog de vormen ben en bent; cognaten hiervan in andere Indo-Europese talen zijn bijv. het Engelse be, het Poolse być, het Latijnse fui en het Griekse φύω.
  1. zijn, zij, zijnde, zijt
  2. wezen, geweest, gewezen, was, waren, waart, weze, ware[1]
  3. ben, bent
  4. is
- Een ander voorbeeld vindt men in de trappen van vergelijking:

| Nederlands | goed - beter - best         | veel/menig - meer - meest | weinig - minder - minst | slecht - slechter - slechtst | groot - groter | klein - kleiner |
| Engels     | good/well - better - best   | much/many - more - most   | little - less - least   | bad - worse - worst          |                |                 |
| Duits      | gut - besser - best         | viel - mehr - meist       |                         |                              |                |                 |
| Frans      | bon - meilleur bien - mieux | beaucoup - plus           | peu - moins             | mauvais - pire mal - pire    |                | petit - moindre |
| Spaans     | buen/bien - mejor           | mucho - más               | poco - menos            | mal(o) - peor                | grande - mayor | pequeño - menor |

- De volgende tabel toont de suppletie in de vervoeging van gaan in enkele Romaanse talen. Deze vervoeging is afgeleid van niet minder dan vier verschillende Latijnse werkwoorden:
  1. vādere ‘(door)gaan, voortschrijden, oprukken’
  2. īre ‘gaan’
  3. adnāre ‘aan-, doorzwemmen; naderen’ of *ambitāre ‘rondom iets gaan’ (waaruit ook Spaans en Portugees andar ‘lopen’)
  4. fuī suppletief perfectum van esse ‘zijn’ (de preterita van ‘zijn’ en ‘gaan’ zijn in het Spaans en Portugees identiek).

| taal                       | tegenwoordige tijd | tegenwoordige tijd | toekomende tijd | toekomende tijd | preteritum | preteritum | infinitief | infinitief |
| -------------------------- | ------------------ | ------------------ | --------------- | --------------- | ---------- | ---------- | ---------- | ---------- |
| Frans                      | vais               | 1                  | irai            | 2               | allai      | ?          | aller      | ?          |
| Italiaans                  | vado               | 1                  | andrò           | 3               | andai      | 3          | andare     | 3          |
| Occitaans (Languedociaans) | vau                | 1                  | anarai          | 3               | anèri      | 3          | anar       | 3          |
| Catalaans                  | vaig               | 1                  | aniré           | 3               | aní        | 3          | anar       | 3          |
| Spaans                     | voy                | 1                  | iré             | 2               | fui        | 4          | ir         | 2          |
| Portugees                  | vou                | 1                  | irei            | 2               | fui        | 4          | ir         | 2          |

## Veralgemeningen
De benaming "suppletief" wordt soms ook gebruikt voor niet-cognaten die tot verschillende lexicale categorieën behoren, maar die in semantisch opzicht verwant zijn. Voorbeelden zijn het achtervoegsel -itis (otitis, meningitis enz.) en de zelfstandig naamwoorden ziekte en infectie, of het achtervoegsel -faag en het werkwoord eten.
Wanneer bijvoorbeeld bij bepaalde vormen van werkwoorden wel allomorfie plaatsheeft maar de stam niet wezenlijk verandert - zoals in de vormen heeft (< hebben) of wou (<willen) - wordt dit soms "zwakke suppletie" genoemd. Deze benaming is echter niet algemeen geaccepteerd, aangezien het hier etymologisch verwante vormen betreft. Dit is in strijd met de gangbare definitie van suppletie.